# Gabriel Lamé
Gabriel Léon Jean Baptiste Lamé (22. července 1795, Tours – 1. května 1870, Paříž) byl francouzský matematik a fyzik. Věnoval se hlavně teorii pružnosti a izostatickým a izotermickým povrchům těles. Určil tzv. Laméovy koeficienty pružnosti.

## Život
V letech 1813–1817 absolvoval studium na École polytechnique v Paříži a pokračoval na École des mines (důlní škole), kde roku 1832 obhájil titul inženýra. V tomtéž roce požádal ruský car Alexandr I. Pavlovič francouzskou vládu o pomoc ve snaze posílit vědeckou činnost v Rusku. Povzbuzoval ruské učitele a vědce, aby cestovali na západ, navazovali odbornou spolupráci a zvali dobré odborníky do Ruska. Uvědomil si totiž jak rostoucí význam přírodních věd, a to i pro vojenskou techniku, tak také ruské zaostávání v této oblasti. Francouzská vláda mu vyhověla a vyslala do Petrohradu dva mladé nadějné vědce se zájmem o inženýrské problémy. Vedle Lamého to byl termodynamik a konstruktér lokomotiv Émile Clapeyron.
Lamé byl jmenován profesorem na institutu ženijního vojska a komunikací, kde působil 12 let a publikoval množství odborných článků ve francouzštině, němčině i ruštině. Některé napsal společně s Clapeyronem, přičemž sám sledoval i hlubší teorii řešených problémů. Přednášel matematickou analýzu, fyziku, mechaniku a inženýrská témata, zejména teorii pružnosti. Účastnil se také plánování silnic a mostů kolem Petrohradu a v této souvislosti se začal zajímat i o železnice, jimž se pak věnoval po návratu do Paříže. Zúčastnil se otevření první železniční trati pro osobní dopravu Liverpool – Manchester 15. září 1830.
V Paříži byl hned po návratu v roce 1832 jmenován profesorem fyziky na École Polytechnique a s Clapeyronem a dvěma dalšími kolegy založili inženýrskou firmu. Od roku 1836 byl vrchním inženýrem francouzských dolů a podílel se na projektech železničních tratí z Paříže do Versailles a do St Germain, které byly otevřeny v roce 1837. Roku 1843 byl zvolen do Akademie věd a o rok později přešel z École Polytechnique na Sorbonnu, kde od roku 1851 vedl katedru matematické fyziky a pravděpodobnosti.

## Dílo
Věnoval se široké řadě většinou inženýrských problémů, které však sledoval do jejich teoretických základů. Tak když pracoval na problému stability klenba|kleneb a visutých mostů, vytvořil soustavnou teorii pružnosti. Studium vedení tepla ho dovedlo k teorii křivočarých souřadnic, jimž se věnoval v různých souvislostech. Významně přispěl k diferenciální geometrii, k teorii čísel a dalším matematickým disciplínám.

## Ocenění
Jeho jméno je jedním ze 72 jmen významných mužů, zapsaných na Eiffelově věži v Paříži. Je po něm pojmenován i kráter Lamé na Měsíci